# گناتیت
گناتیت (انگلیسی: Gnathitis) به معنای التهاب فک است.